# غران تورزمو إتش دي كونسبت
غران تورزمو إتش دي كونسبت (بالإنجليزية: Gran Turismo HD Concept)‏ ، هي لعبة فيديو من نوع سباقات السيارات، وهي لعبة فيديو فردية أنتجت عام 2006م.

## وصلات خارجية
- YouTube video of Gran Turismo HD showcasing allowed cheating by cutting across grass.
- Gran Turismo official site